# La casa de Quirós
La casa de Quirós es una obra de teatro en dos actos, escrita por Carlos Arniches y estrenada en el Teatro Cómico de Madrid el 20 de noviembre de 1915.

## Argumento
En una pequeña población asturiana habita el noble D. Gil de Quirós, un caballero anclado en los usos y costumbres del pasado, orgulloso de su linaje y tiránico con todos los que le rodean. El conflicto se plantea cuando su cándida hija, Sol, se enamora de un lugareño con dinero pero de plebeya cuna. Gracias a la intervención del párroco, los jóvenes enamorados conseguirán sus propósitos.

## Personajes
- D. Gil de Quirós
- Sol de Quirós
- Doña Castula
- Librada
- Lucio
- Casimiro
- Dalmacio
- Modesta

## Representaciones destacadas
- Teatro (Estreno, 1915). Intérpretes: Loreto Prado, Enrique Chicote, Matilde Franco, Julia Medero, Sr. Soler, Sr. Aguirre.
- Teatro (Barriomartín, desconocido). Intérpretes principales: Rosario Gómez Ceña (Sol de Quirós), Salvador Crespo Gómez (Casimiro):
- Teatro (Teatro Maravillas, Madrid, 1930). Intérpretes: Julio Castro, Blanca Pozas, Antonio Palacios.
- Cine La casa de Quirós (Argentina, 1937). Dirección: Luis Moglia Barth. Intérpretes: Luis Sandrini, Alicia Vignoli.
- Televisión (Estudio 1, de Televisión española, 1972). Dirección: Gabriel Ibáñez. Intérpretes: Pablo Sanz, Amparo Baró, José Sacristán, Luis Varela, Mary Delgado.